# Нойхаммер (Ричен)
Но́йхаммер или Но́вы-Га́мор (нем. Neuhammer; в.-луж. Nowy Hamor) — деревня в Верхней Лужице, Германия. Входит в состав коммуны Ричен района Гёрлиц в земле Саксония. Подчиняется административному округу Дрезден.

## География
Находится в южной части Лужицких озёр. На севере от деревни располагается обширный лесной массив, входящий в границы военного полигона «Верхняя Лужица». Через деревню с востока на запад проходит автомобильная дорога K8413, соединяющая деревню на западе с автомобильной дорогой B115.
Соседние населённые пункты: на западе — деревня Дубц, на юго-востоке — деревня Гатк и на западе — административный центр коммуны Речицы.

## История
Впервые упоминается в 1447 году под наименованием George hammermeister im nuwen smedewergke. С 1950 года входит в состав современной коммуны Ричен.
В настоящее время деревня входит в состав культурно-территориальной автономии «Лужицкая поселенческая область», на территории которой действуют законодательные акты земель Саксонии и Бранденбурга, содействующие сохранению лужицких языков и культуры лужичан.
Исторические немецкие наименования
- George hammermeister im nuwen smedewergke, 1447
- Newenhammer under Rackel gelegin, 1457
- Nawenhammer, Newen Hammer, 1486
- Newnhammer, 1499
- Newhammer beym Dauptzigk, 1533

## Население
Официальным языком в населённом пункте, помимо немецкого, является также верхнелужицкий язык.
| 1825 | 1871 | 1885 | 1905 | 1925 | 1939 | 1946 | 2009 |
| ---- | ---- | ---- | ---- | ---- | ---- | ---- | ---- |
| 126  | 154  | 194  | 213  | 254  | 337  | 376  | 201  |